# 日本のフェリー会社一覧
日本のフェリー会社一覧（にほんのフェリーがいしゃいちらん）では、日本でフェリーを運航する会社を羅列する。

## 地域間航路
商船三井グループ
- 商船三井さんふらわあ（旧：商船三井フェリー）
- 名門大洋フェリー

SHKライングループ
- 新日本海フェリー
- 阪九フェリー
- 東京九州フェリー

その他
- 太平洋フェリー
- オーシャントランス（旧:オーシャン東九フェリー）
- 宮崎カーフェリー
- マリックスライン
- マルエーフェリー

## 各地域内および近距離航路
☆印は国道海上区間を受け持つ航路がある船舶会社
◎印は総トン数1千トン以上の船舶を保有する船舶会社

### 北海道地方
- ハートランドフェリー（旧東日本海フェリー）◎
- 羽幌沿海フェリー

### 北海道・東北地方間
- 川崎近海汽船（シルバーフェリー）◎
- 津軽海峡フェリー（旧道南自動車フェリー）☆◎
- 青函フェリー◎

### 東北地方
- むつ湾フェリー（旧：下北汽船）
- 大島汽船
- 網地島ライン

### 関東地方
- 東京湾フェリー◎

### 甲信越・北陸地方
- 佐渡汽船☆◎
- 粟島汽船

### 東海地方
- 神新汽船：フェリーあぜりあ 下田〜伊豆諸島
- 富士山清水港クルーズ◎
- 伊勢湾フェリー☆◎
- 名鉄海上観光船
- 西尾市営渡船

### 近畿地方
- 南海フェリー◎

### 瀬戸内海
- 四国開発フェリー（四国オレンジフェリー）◎
- ジャンボフェリー◎
- 四国フェリーグループ
  - 小豆島フェリー☆◎ 国際両備フェリー（新岡山港～土庄港）との共同運航航路あり。
  - 小豆島豊島フェリー
- 両備グループ
  - 国際両備フェリー◎ ※四国フェリー（新岡山港～土庄港）との共同運航航路あり。
- 四国汽船◎
- 雌雄島海運
- JR西日本宮島フェリー（JR宮島航路）
- 宮島松大汽船
- 芸予汽船
- 日鮮海運グループ
  - 協和汽船（今治港－下田水港）
- 石崎汽船グループ
  - 石崎汽船
  - 中島汽船
- 瀬戸内海汽船グループ
  - 瀬戸内海汽船
  - 防予フェリー
  - 山陽商船
  - 周防大島 松山フェリー☆（旧・岩国松山高速：2007年6月1日会社名変更）
  - 安芸津フェリー
- 大崎汽船
- 三光汽船
- 土生商船
- 大三島フェリー
- 大三島ブルーライン

### 山陰地方
- 隠岐汽船☆◎

### 中国・九州地方間
- スオーナダフェリー（周防灘フェリー）

### 四国・九州地方間
- 宇和島運輸〈宇和島運輸フェリー〉◎
- 九四オレンジフェリー◎
- 国道九四フェリー☆
- 松山・小倉フェリー

### 九州地方
- 九州郵船☆◎
- 島原鉄道（島鉄フェリー、島鉄高速船）☆
- 有明フェリー☆
- 熊本フェリー◎
- 九州商船グループ
  - 九州商船☆◎
  - 甑島商船
- 野母商船◎
- 三和商船☆
- 鹿児島市船舶局（桜島フェリー）☆◎
- いわさきグループ
  - 垂水フェリー（旧:大隅交通ネットワーク）◎
  - 鹿商海運◎
- なんきゅうドック（2018年に南九船舶を合併） - 山川・根占フェリー
- コスモライン◎
- 三島村営（フェリーみしま）◎
- 十島村営（フェリーとしま）◎
- 奄美海運◎
- 瀬戸内町営（フェリーかけろま）

### 沖縄県
- 座間味村営（フェリーざまみ3）
- 渡嘉敷村営（フェリーとかしき）
- 粟国村営（ニューフェリーあぐに）
- 久米商船◎（フェリー琉球・フェリー海邦）
- 大東海運（だいとう）
- 伊是名村営（フェリーいぜな尚円）
- 伊平屋村営（フェリーいへや3）
- 伊江村営（いえしま・ぐすく）
- 神谷観光（フェリーくがに）
- 久高海運（フェリーくだかIII）
- 多良間海運（フェリーたらまゆう）
- 八重山観光フェリー（かりゆし・ゆいまる）
- 安栄観光（フェリーはてるま2・ぱいかじ）
- 石垣島ドリーム観光（フェリードリーム）
- 福山海運（フェリーよなくに）

## 国際
- SHKライングループ
  - 関釜フェリー（下関～釜山）
  - 蘇州下関フェリー（下関～太倉 貨物航路）

## かつて存在した会社
- 日本国有鉄道（青函連絡船、宇高連絡船、仁堀連絡船、大島連絡船、関門連絡船などの鉄道連絡船）

- 架橋・トンネル開通等（青函トンネル、瀬戸大橋、大島大橋、関門鉄道トンネル・関門道路トンネル）によるものと、民間航路（呉・松山フェリー）との競合からの撤退によるものがある。
- 日本道路公団（厚岸フェリー、鳴門フェリー、明石フェリー、国道九四フェリーの計4箇所の渡船施設）

- 厚岸フェリーは架橋で廃止、残りは事業譲渡された。事業譲渡された内現在も存続しているものは国道九四フェリーのみ。
長距離フェリー
- 近海郵船（東京 - 釧路）・・・1999年10月、旅客部門を廃止し貨物輸送に特化
- 日本沿海フェリー・・・ブルーハイウェイラインに社名変更の後、ブルーハイウェイライン西日本及び商船三井フェリーを分社化し東京-那智勝浦-高知航路の廃止をもって解散。
- 日本高速フェリー・・・1975年の経営危機以降縮小を続け、1990年11月、最後に残った大阪-志布志航路の営業権を日本沿海フェリーに譲渡後解散。
- セントラルフェリー（川崎 - 大阪・神戸航路）・・・採算に乗らず、1972年廃止
- 西日本フェリー（神戸 - 苅田航路）・・・採算に乗らず、1975年に阪九フェリーに事業譲渡して解散
- 広島グリーンフェリー（大阪 - 広島航路）・・・採算に乗らず、1982年廃止
- フジフェリー（東京 - 松阪航路）・・・採算に乗らず、1979年に九州急行フェリーに営業譲渡して解散
- 日本カーフェリー・・・シーコムフェリーに再編
- 宮崎カーフェリー（初代）・・・日本カーフェリーに吸収
- シーコムフェリー・・・マリンエキスプレスに再編
- 三宝海運（松山 - 神戸航路）・・・経営悪化にて
- 愛媛阪神フェリー（松山 - 神戸航路）・・・経営悪化にて
- 室戸汽船
- 高知シーライン（大阪南港（元は東神戸フェリーセンター） - 甲浦港 - あしずり港）・・・経営悪化にて
- 大阪高知特急フェリー（大阪南港 - 高知港）・・・2005年6月30日をもって航路休止
- マリンエキスプレス・・・2005年12月特別清算。宮崎航路のみ宮崎カーフェリーとして分社
- 名門カーフェリー・・・大洋フェリーと合併し名門大洋フェリーに再編
- 照国郵船・・・マリックスラインに社名変更
- オーシャンフェリー・・・東九フェリーと合併しオーシャン東九フェリーに再編
- 太平洋沿海フェリー・・・太平洋フェリーに再編
- 大洋フェリー・・・名門カーフェリーと合併し名門大洋フェリーに再編
- 東九フェリー・・・オーシャンフェリーと合併しオーシャン東九フェリーに再編
- リベラ・・・フェリー事業は100%子会社の東日本フェリーに移管。リベラ自体は親会社として健在
- 東日本フェリー・・・2003年会社更生法申請後リベラが吸収合併、2006年に分社化され2代目法人となるも、2009年ブルーオーシャン傘下の津軽海峡フェリー（旧道南自動車フェリー）が吸収合併。津軽海峡フェリーが継承した函館港を基点とする航路を除き全航路廃止。
- 九越フェリー・・・リベラが吸収合併するも2006年に航路は休止、2007年に航路廃止
- 大島運輸・・・マルエーフェリーに社名変更
- 琉球海運・・・2006年9月18日をもって旅客輸送から撤退
- 九州急行フェリー ・・・貨物専用。2007年6月1日、商船三井フェリーと合併
- ブルーハイウェイライン西日本　2007年7月1日、ダイヤモンドフェリーと合併
- シャトル・ハイウェイライン（横須賀 - 大分航路）・・・2007年9月3日に自己破産申請、航路廃止
- 有村産業・・・破産
- オーシャン東九フェリー・・・王子海運と合併しオーシャントランスに再編
- 関西汽船・・・ダイヤモンドフェリーと合併しフェリーさんふらわあに再編
- ダイヤモンドフェリー・・・関西汽船と合併しフェリーさんふらわあに再編
- フェリーさんふらわあ・・・商船三井フェリーと合併し商船三井さんふらわあに再編

中・短距離フェリー
- 広別汽船
- 日本カーフェリー（→マリンエキスプレス、川崎 - 木更津航路）・・・東京湾アクアラインの開通により
- 大阪淡路ライン
- 共同汽船
- 南海徳島シャトルライン
- りんくうフェリー（泉佐野 - 徳島航路）・・・採算に乗らず
- 三原・今治国道フェリー
- 阪神バイパスフェリー（東神戸 - 泉大津航路）・・・採算に乗らず
- 児坂汽船（児島－坂出航路）・・・瀬戸大橋架橋により
- 大三島フェリー（垂水 - 井口航路）・・・多々羅大橋架橋により
- 中・四国フェリー（竹原 - 波方）・・・2009年4月30日に廃止：採算に乗らず。
- 呉・松山フェリー・・・2009年6月30日に廃止：採算に乗らず。
- 防予汽船（柳井 - 開作、松山 - 伊保田 - 岩国航路）・・・大島大橋架橋他にて
- 中島町営汽船（松山 - 忽那諸島 - 呉、広島。高速艇も）・・・売却し民営化（現：中島汽船）
- 宿毛観光汽船（宿毛 - 佐伯航路）・・・会社倒産で宿毛フェリーに引き継がれる
- 徳島阪神フェリー（大阪南港・神戸 - 徳島航路）・・・明石海峡大橋の架橋により
- 徳島フェリー（深日 - 徳島航路）
- 小松島フェリー（大阪南港 - 小松島）
- 淡路フェリーボート（ハーバーランド - 大磯航路、須磨 - 大磯航路、阿那賀 - 亀浦航路）・・・大鳴門橋、明石海峡大橋の架橋により
- 甲子園高速フェリー（西宮 - 津名航路）・・・明石海峡大橋架橋による経営悪化により
- バンパックフェリー（東神戸 - 川之江 - 新居浜航路）・・・明石海峡大橋の架橋により1998年廃止
- 静岡県総合管理公社（清水 - 下田航路）
- 大阪湾フェリー・・・2000年、南海淡路ラインへ経営譲渡
- 南海淡路ライン・・・2007年航路休止
- 舞鶴汽船・・・2004年航路廃止
- 福山・多度津フェリー・・・2008年8月31日航路廃止
- 関門海峡フェリー（SHKライングループ）・・・2011年11月30日より航路休止
- 大隅交通ネットワーク・・・2011年12月1日垂水フェリーに経営譲渡
- 明石淡路フェリー（たこフェリー）☆◎・・・2012年6月29日航路廃止
- 宇高国道フェリー（実際の運航は国道フェリー）☆・・・2012年10月17日より航路休止
- はやて・・・伊良部大橋開通により2015年1月31日航路廃止
- 宮古フェリー（航路廃止）・・・伊良部大橋開通により2015年1月31日航路廃止
- しまなみフェリー
- 宿毛フェリー（旧・宿毛観光汽船：会社解散後に継承）・・・2018年10月19日より運航を休止
- 鹿児島商船・・・2012年4月1日より岩崎グループと市丸グループと合同で種子屋久高速船を設立し統合

国際航路フェリー
- 日本海洋高速 1991年廃止
- 大阪国際フェリー 1993年廃止
- オリエントフェリー 2015年12月26日休止